# Centropogon ozotrichus
Centropogon ozotrichus är en klockväxtart som beskrevs av Franz Elfried Wimmer. Centropogon ozotrichus ingår i släktet Centropogon och familjen klockväxter. Inga underarter finns listade i Catalogue of Life.